# Acronioglenea besucheti
Acronioglenea besucheti är en skalbaggsart som först beskrevs av Stefan von Breuning 1974.  Acronioglenea besucheti ingår i släktet Acronioglenea och familjen långhorningar.
Artens utbredningsområde är Filippinerna. Inga underarter finns listade i Catalogue of Life.